# Nototropis smitti
Nototropis smitti is een vlokreeftensoort uit de familie van de Atylidae. De wetenschappelijke naam van de soort is voor het eerst geldig gepubliceerd in 1866 door Goës.